# Eleições autárquicas de 2017 em Évora
As eleições autárquicas de 2017 serviram para eleger os diferentes órgãos do poder local autárquico do concelho de Évora.
A Coligação Democrática Unitária, que voltou a apoiar Carlos Pinto de Sá presidente eleito em 2013, voltou a vencer e assim manter uma autarquia recuperada ao PS em 2013. De realçar, a descida significativa de votos da CDU em comparação às eleições anteriores.
Quanto aos outros partidos, o Partido Socialista repetiu os resultados de 2013 e ficar-se pelos 2 vereadores, enquanto o Partido Social Democrata elegeu o último vereador.

## Listas e Candidatos
| Lista | Lista                          | Candidato               |
| ----- | ------------------------------ | ----------------------- |
|       | Coligação Democrática Unitária | Carlos Pinto de Sá      |
|       | Partido Socialista             | Elsa Teigão             |
|       | Partido Social Democrata       | António Costa da Silva  |
|       | CDS-MPT-PPM                    | Pedro d'Orley Manoel    |
|       | Bloco de Esquerda              | Maria Helena Figueiredo |
|       | Pessoas–Animais–Natureza       | André Sapage            |

## Resultados Oficiais
Os resultados nas eleições autárquicas de 2017 no concelho de Évora para os diferentes órgãos do poder local foram os seguintes:

### Câmara Municipal
| Partido                 | Partido                        | Votos  | %               | +/-  | Vereadores | +/-     |
| ----------------------- | ------------------------------ | ------ | --------------- | ---- | ---------- | ------- |
|                         | Coligação Democrática Unitária | 9 414  | 40,52 / 100,00  | 8,78 | 4 / 7      | Estável |
|                         | Partido Socialista             | 6 131  | 26,39 / 100,00  | 0,44 | 2 / 7      | Estável |
|                         | Partido Social Democrata       | 3 463  | 14,90 / 100,00  | -    | 1 / 7      | -       |
|                         | CDS-PPM-MPT                    | 1 362  | 5,86 / 100,00   | -    | 0 / 7      | -       |
|                         | Bloco de Esquerda              | 1 113  | 4,79 / 100,00   | 0,88 | 0 / 7      | Estável |
|                         | Pessoas–Animais–Natureza       | 499    | 2,15 / 100,00   | -    | 0 / 7      | -       |
| Votos Inválidos         | Votos Inválidos                | 1 252  | 5,39 / 100,00   | 0,75 |            |         |
| Total                   | Total                          | 23 234 | 100,00 / 100,00 |      | 7 / 7      |         |
| Eleitorado/Participação | Eleitorado/Participação        | 47 510 | 48,90 / 100,00  | 0,79 |            |         |

### Assembleia Municipal
| Partido                 | Partido                        | Votos  | %               | +/-  | Deputados | +/-     |
| ----------------------- | ------------------------------ | ------ | --------------- | ---- | --------- | ------- |
|                         | Coligação Democrática Unitária | 8 407  | 36,18 / 100,00  | 9,02 | 9 / 21    | 2       |
|                         | Partido Socialista             | 6 403  | 27,56 / 100,00  | 0,87 | 7 / 21    | 1       |
|                         | Partido Social Democrata       | 3 629  | 15,62 / 100,00  | -    | 3 / 21    | -       |
|                         | CDS-PPM-MPT                    | 1 420  | 6,11 / 100,00   | -    | 1 / 21    | -       |
|                         | Bloco de Esquerda              | 1 370  | 5,90 / 100,00   | 0,79 | 1 / 21    | Estável |
|                         | Pessoas–Animais–Natureza       | 688    | 2,96 / 100,00   | -    | 0 / 21    | -       |
| Votos Inválidos         | Votos Inválidos                | 1 317  | 5,67 / 100,00   | 1,01 |           |         |
| Total                   | Total                          | 23 234 | 100,00 / 100,00 |      | 21 / 21   |         |
| Eleitorado/Participação | Eleitorado/Participação        | 47 510 | 48,90 / 100,00  | 0,79 |           |         |

### Juntas de Freguesia
| Partido                 | Partido                        | Votos  | %               | +/-  | Presidentes | +/-     | Mandatos  | +/-     |
| ----------------------- | ------------------------------ | ------ | --------------- | ---- | ----------- | ------- | --------- | ------- |
|                         | Coligação Democrática Unitária | 8 050  | 34,65 / 100,00  | 8,52 | 5 / 12      | Estável | 40 / 102  | 12      |
|                         | Partido Socialista             | 7 182  | 30,92 / 100,00  | 0,67 | 6 / 12      | 1       | 41 / 102  | 2       |
|                         | Partido Social Democrata       | 3 539  | 15,23 / 100,00  | -    | 0 / 12      | -       | 10 / 102  | -       |
|                         | CDS-PPM-MPT                    | 1 553  | 6,69 / 100,00   | -    | 0 / 12      | -       | 4 / 102   | -       |
|                         | Bloco de Esquerda              | 1 208  | 5,20 / 100,00   | 0,91 | 0 / 12      | Estável | 2 / 102   | Estável |
|                         | Grupo de Cidadãos              | 297    | 1,28 / 100,00   | -    | 1 / 12      | -       | 5 / 102   | -       |
| Votos Inválidos         | Votos Inválidos                | 1 402  | 6,03 / 100,00   | 0,40 |             |         |           |         |
| Total                   | Total                          | 23 231 | 100,00 / 100,00 |      | 12 / 12     |         | 102 / 102 | 6       |
| Eleitorado/Participação | Eleitorado/Participação        | 47 510 | 48,90 / 100,00  | 0,82 |             |         |           |         |

## Resultados por Freguesia

### Câmara Municipal
| Freguesia                                   | %     | %     | %     | %             | %    | %    | Votantes |
| Freguesia                                   | CDU   | PS    | PSD   | CDS- MPT- PPM | BE   | PAN  | Votantes |
| ------------------------------------------- | ----- | ----- | ----- | ------------- | ---- | ---- | -------- |
| Bacelo e Senhora da Saúde                   | 39,48 | 26,86 | 16,25 | 4,58          | 5,06 | 2,29 | 7 256    |
| Canaviais                                   | 42,48 | 30,54 | 10,84 | 4,19          | 4,46 | 2,26 | 1 457    |
| Évora                                       | 36,70 | 18,80 | 19,71 | 11,32         | 6,20 | 2,56 | 2 112    |
| Malagueira e Horta das Figueiras            | 40,30 | 22,92 | 16,55 | 6,50          | 5,40 | 2,29 | 8 465    |
| N.S. da Tourega e N.S. de Guadalupe         | 53,30 | 22,10 | 5,88  | 8,56          | 4,28 | 1,07 | 461      |
| Nossa Senhora da Graça do Divor             | 64,56 | 23,16 | 4,56  | 0,70          | 2,81 | 1,05 | 285      |
| Nossa Senhora de Machede                    | 54,51 | 20,18 | 9,38  | 5,84          | 2,83 | 1,95 | 565      |
| São Sebastião da Giesteira e N.S. da Boa Fé | 49,91 | 28,49 | 4,54  | 8,35          | 1,81 | 2,00 | 551      |
| São Bento do Mato                           | 28,30 | 41,30 | 20,46 | 3,44          | 2,49 | 1,34 | 523      |
| São Manços e São Vicente do Pigeiro         | 36,00 | 49,86 | 5,14  | 3,00          | 1,71 | 0,86 | 700      |
| São Miguel de Machede                       | 38,15 | 41,40 | 8,98  | 2,24          | 1,75 | 1,50 | 401      |
| Torre de Coelheiros                         | 34,92 | 58,10 | 2,79  | 0,84          | 0,84 | 0,56 | 358      |
| Évora                                       | 40,52 | 26,39 | 14,90 | 5,86          | 4,79 | 2,15 | 23 234   |

#### Bacelo e Senhora da Saúde
| Partido                 | Partido                        | Votos  | %               | +/-   |
| ----------------------- | ------------------------------ | ------ | --------------- | ----- |
|                         | Coligação Democrática Unitária | 2 865  | 39,48 / 100,00  | 10,21 |
|                         | Partido Socialista             | 1 949  | 26,86 / 100,00  | 1,93  |
|                         | Partido Social Democrata       | 1 179  | 16,25 / 100,00  | -     |
|                         | Bloco de Esquerda              | 367    | 5,06 / 100,00   | 1,03  |
|                         | CDS-PPM-MPT                    | 332    | 4,58 / 100,00   | -     |
|                         | Pessoas–Animais–Natureza       | 166    | 2,29 / 100,00   | -     |
| Votos Inválidos         | Votos Inválidos                | 398    | 5,49 / 100,00   | 0,93  |
| Total                   | Total                          | 7 256  | 100,00 / 100,00 |       |
| Eleitorado/Participação | Eleitorado/Participação        | 15 735 | 46,11 / 100,00  | 0,91  |

#### Canaviais
| Partido                 | Partido                        | Votos | %               | +/-  |
| ----------------------- | ------------------------------ | ----- | --------------- | ---- |
|                         | Coligação Democrática Unitária | 619   | 42,48 / 100,00  | 5,95 |
|                         | Partido Socialista             | 445   | 30,54 / 100,00  | 1,77 |
|                         | Partido Social Democrata       | 158   | 10,84 / 100,00  | -    |
|                         | Bloco de Esquerda              | 65    | 4,46 / 100,00   | 1,55 |
|                         | CDS-PPM-MPT                    | 61    | 4,19 / 100,00   | -    |
|                         | Pessoas–Animais–Natureza       | 33    | 2,26 / 100,00   | -    |
| Votos Inválidos         | Votos Inválidos                | 76    | 5,22 / 100,00   | 3,16 |
| Total                   | Total                          | 1 457 | 100,00 / 100,00 |      |
| Eleitorado/Participação | Eleitorado/Participação        | 2 640 | 55,19 / 100,00  | 3,46 |

#### Évora
| Partido                 | Partido                        | Votos | %               | +/-  |
| ----------------------- | ------------------------------ | ----- | --------------- | ---- |
|                         | Coligação Democrática Unitária | 775   | 36,70 / 100,00  | 7,08 |
|                         | Partido Social Democrata       | 412   | 19,51 / 100,00  | -    |
|                         | Partido Socialista             | 397   | 18,80 / 100,00  | 3,77 |
|                         | CDS-PPM-MPT                    | 239   | 11,32 / 100,00  | -    |
|                         | Bloco de Esquerda              | 131   | 6,20 / 100,00   | 0,76 |
|                         | Pessoas–Animais–Natureza       | 54    | 2,56 / 100,00   | -    |
| Votos Inválidos         | Votos Inválidos                | 105   | 4,92 / 100,00   | 1,63 |
| Total                   | Total                          | 2 112 | 100,00 / 100,00 |      |
| Eleitorado/Participação | Eleitorado/Participação        | 4 487 | 47,07 / 100,00  | 0,08 |

#### Malagueira e Horta das Figueiras
| Partido                 | Partido                        | Votos  | %               | +/-   |
| ----------------------- | ------------------------------ | ------ | --------------- | ----- |
|                         | Coligação Democrática Unitária | 3 411  | 40,30 / 100,00  | 11,72 |
|                         | Partido Socialista             | 1 940  | 22,92 / 100,00  | 2,87  |
|                         | Partido Social Democrata       | 1 401  | 16,55 / 100,00  | -     |
|                         | CDS-PPM-MPT                    | 550    | 6,50 / 100,00   | -     |
|                         | Bloco de Esquerda              | 457    | 5,40 / 100,00   | 1,13  |
|                         | Pessoas–Animais–Natureza       | 194    | 2,29 / 100,00   | -     |
| Votos Inválidos         | Votos Inválidos                | 512    | 6,05 / 100,00   | 0,70  |
| Total                   | Total                          | 8 465  | 100,00 / 100,00 |       |
| Eleitorado/Participação | Eleitorado/Participação        | 18 494 | 45,77 / 100,00  | 0,92  |

#### N.S. da Tourega e N.S. de Guadalupe
| Partido                 | Partido                        | Votos | %               | +/-  |
| ----------------------- | ------------------------------ | ----- | --------------- | ---- |
|                         | Coligação Democrática Unitária | 299   | 53,30 / 100,00  | 3,60 |
|                         | Partido Socialista             | 124   | 22,10 / 100,00  | 9,06 |
|                         | CDS-PPM-MPT                    | 48    | 8,56 / 100,00   | -    |
|                         | Partido Social Democrata       | 33    | 5,88 / 100,00   | -    |
|                         | Bloco de Esquerda              | 24    | 4,28 / 100,00   | 1,64 |
|                         | Pessoas–Animais–Natureza       | 6     | 1,07 / 100,00   | -    |
| Votos Inválidos         | Votos Inválidos                | 27    | 4,81 / 100,00   | 0,93 |
| Total                   | Total                          | 561   | 100,00 / 100,00 |      |
| Eleitorado/Participação | Eleitorado/Participação        | 882   | 63,61 / 100,00  | 2,01 |

#### Nossa Senhora da Graça do Divor
| Partido                 | Partido                        | Votos | %               | +/-  |
| ----------------------- | ------------------------------ | ----- | --------------- | ---- |
|                         | Coligação Democrática Unitária | 184   | 64,56 / 100,00  | 1,99 |
|                         | Partido Socialista             | 66    | 23,16 / 100,00  | 2,85 |
|                         | Partido Social Democrata       | 13    | 4,56 / 100,00   | -    |
|                         | Bloco de Esquerda              | 8     | 2,81 / 100,00   | 1,47 |
|                         | Pessoas–Animais–Natureza       | 3     | 1,05 / 100,00   | -    |
|                         | CDS-PPM-MPT                    | 2     | 0,70 / 100,00   | -    |
| Votos Inválidos         | Votos Inválidos                | 9     | 3,16 / 100,00   | 1,23 |
| Total                   | Total                          | 285   | 100,00 / 100,00 |      |
| Eleitorado/Participação | Eleitorado/Participação        | 380   | 75,00 / 100,00  | 0,63 |

#### Nossa Senhora de Machede
| Partido                 | Partido                        | Votos | %               | +/-   |
| ----------------------- | ------------------------------ | ----- | --------------- | ----- |
|                         | Coligação Democrática Unitária | 308   | 54,51 / 100,00  | 6,26  |
|                         | Partido Socialista             | 114   | 20,18 / 100,00  | 17,58 |
|                         | Partido Social Democrata       | 53    | 9,38 / 100,00   | -     |
|                         | CDS-PPM-MPT                    | 33    | 5,84 / 100,00   | -     |
|                         | Bloco de Esquerda              | 16    | 2,83 / 100,00   | 0,32  |
|                         | Pessoas–Animais–Natureza       | 11    | 1,95 / 100,00   | -     |
| Votos Inválidos         | Votos Inválidos                | 30    | 5,31 / 100,00   | 1,47  |
| Total                   | Total                          | 565   | 100,00 / 100,00 |       |
| Eleitorado/Participação | Eleitorado/Participação        | 833   | 67,83 / 100,00  | 4,42  |

#### São Sebastião da Giesteira e N.S. da Boa Fé
| Partido                 | Partido                        | Votos | %               | +/-   |
| ----------------------- | ------------------------------ | ----- | --------------- | ----- |
|                         | Coligação Democrática Unitária | 275   | 49,91 / 100,00  | 6,76  |
|                         | Partido Socialista             | 157   | 28,49 / 100,00  | 18,83 |
|                         | CDS-PPM-MPT                    | 46    | 8,35 / 100,00   | -     |
|                         | Partido Social Democrata       | 25    | 4,54 / 100,00   | -     |
|                         | Pessoas–Animais–Natureza       | 11    | 2,00 / 100,00   | -     |
|                         | Bloco de Esquerda              | 10    | 1,81 / 100,00   | 0,27  |
| Votos Inválidos         | Votos Inválidos                | 27    | 4,90 / 100,00   | 3,26  |
| Total                   | Total                          | 551   | 100,00 / 100,00 |       |
| Eleitorado/Participação | Eleitorado/Participação        | 878   | 62,76 / 100,00  | 6,45  |

#### São Bento do Mato
| Partido                 | Partido                        | Votos | %               | +/-  |
| ----------------------- | ------------------------------ | ----- | --------------- | ---- |
|                         | Partido Socialista             | 216   | 41,30 / 100,00  | 4,02 |
|                         | Coligação Democrática Unitária | 148   | 28,30 / 100,00  | 9,51 |
|                         | Partido Social Democrata       | 107   | 20,46 / 100,00  | -    |
|                         | CDS-PPM-MPT                    | 18    | 3,44 / 100,00   | -    |
|                         | Bloco de Esquerda              | 13    | 2,49 / 100,00   | 0,37 |
|                         | Pessoas–Animais–Natureza       | 7     | 1,34 / 100,00   | -    |
| Votos Inválidos         | Votos Inválidos                | 14    | 2,68 / 100,00   | 1,74 |
| Total                   | Total                          | 523   | 100,00 / 100,00 |      |
| Eleitorado/Participação | Eleitorado/Participação        | 959   | 54,54 / 100,00  | 0,68 |

#### São Manços e São Vicente do Pigeiro
| Partido                 | Partido                        | Votos | %               | +/-  |
| ----------------------- | ------------------------------ | ----- | --------------- | ---- |
|                         | Partido Socialista             | 349   | 49,86 / 100,00  | 1,34 |
|                         | Coligação Democrática Unitária | 252   | 36,00 / 100,00  | 1,77 |
|                         | Partido Social Democrata       | 36    | 5,14 / 100,00   | -    |
|                         | CDS-PPM-MPT                    | 21    | 3,00 / 100,00   | -    |
|                         | Bloco de Esquerda              | 12    | 1,71 / 100,00   | 0,78 |
|                         | Pessoas–Animais–Natureza       | 6     | 0,86 / 100,00   | -    |
| Votos Inválidos         | Votos Inválidos                | 24    | 3,42 / 100,00   | 0,09 |
| Total                   | Total                          | 700   | 100,00 / 100,00 |      |
| Eleitorado/Participação | Eleitorado/Participação        | 1 059 | 66,10 / 100,00  | 1,16 |

#### São Miguel de Machede
| Partido                 | Partido                        | Votos | %               | +/-  |
| ----------------------- | ------------------------------ | ----- | --------------- | ---- |
|                         | Partido Socialista             | 166   | 41,40 / 100,00  | 3,95 |
|                         | Coligação Democrática Unitária | 153   | 38,15 / 100,00  | 6,96 |
|                         | Partido Social Democrata       | 36    | 8,98 / 100,00   | -    |
|                         | CDS-PPM-MPT                    | 9     | 2,24 / 100,00   | -    |
|                         | Bloco de Esquerda              | 7     | 1,75 / 100,00   | 4,63 |
|                         | Pessoas–Animais–Natureza       | 6     | 1,50 / 100,00   | -    |
| Votos Inválidos         | Votos Inválidos                | 24    | 5,99 / 100,00   | 0,03 |
| Total                   | Total                          | 401   | 100,00 / 100,00 |      |
| Eleitorado/Participação | Eleitorado/Participação        | 645   | 62,17 / 100,00  | 6,44 |

#### Torre de Coelheiros
| Partido                 | Partido                        | Votos | %               | +/-   |
| ----------------------- | ------------------------------ | ----- | --------------- | ----- |
|                         | Partido Socialista             | 208   | 58,10 / 100,00  | 17,04 |
|                         | Coligação Democrática Unitária | 125   | 34,92 / 100,00  | 16,72 |
|                         | Partido Social Democrata       | 10    | 2,79 / 100,00   | -     |
|                         | CDS-PPM-MPT                    | 3     | 0,84 / 100,00   | -     |
|                         | Bloco de Esquerda              | 3     | 0,84 / 100,00   | 1,43  |
|                         | Pessoas–Animais–Natureza       | 2     | 0,56 / 100,00   | -     |
| Votos Inválidos         | Votos Inválidos                | 7     | 1,96 / 100,00   | 0,20  |
| Total                   | Total                          | 358   | 100,00 / 100,00 |       |
| Eleitorado/Participação | Eleitorado/Participação        | 518   | 69,11 / 100,00  | 5,49  |

### Assembleia Municipal
| Freguesia                                   | %     | %     | %     | %             | %    | %    | Votantes |
| Freguesia                                   | CDU   | PS    | PSD   | CDS- MPT- PPM | BE   | PAN  | Votantes |
| ------------------------------------------- | ----- | ----- | ----- | ------------- | ---- | ---- | -------- |
| Bacelo e Senhora da Saúde                   | 34,95 | 28,10 | 16,55 | 5,03          | 6,24 | 3,22 | 7 257    |
| Canaviais                                   | 35,55 | 32,67 | 13,93 | 3,91          | 4,87 | 3,29 | 1 457    |
| Évora                                       | 32,31 | 18,85 | 19,99 | 12,36         | 7,44 | 3,36 | 2 111    |
| Malagueira e Horta das Figueiras            | 35,97 | 24,30 | 17,48 | 6,40          | 6,82 | 3,02 | 8 465    |
| N.S. da Tourega e N.S. de Guadalupe         | 52,58 | 20,50 | 6,95  | 8,02          | 4,63 | 1,78 | 561      |
| Nossa Senhora da Graça do Divor             | 64,21 | 24,21 | 4,21  | 1,05          | 3,16 | 1,05 | 285      |
| Nossa Senhora de Machede                    | 52,57 | 20,00 | 9,38  | 6,19          | 3,36 | 2,65 | 565      |
| São Sebastião da Giesteira e N.S. da Boa Fé | 40,47 | 33,03 | 5,08  | 9,62          | 2,18 | 3,99 | 551      |
| São Bento do Mato                           | 24,67 | 44,36 | 20,84 | 3,63          | 2,68 | 1,53 | 523      |
| São Manços e São Vicente do Pigeiro         | 33,14 | 50,57 | 5,14  | 3,57          | 2,14 | 1,14 | 700      |
| São Miguel de Machede                       | 34,66 | 39,90 | 9,48  | 3,24          | 3,49 | 2,24 | 401      |
| Torre de Coelheiros                         | 35,75 | 58,10 | 2,23  | 0,56          | 0,84 | 1,12 | 358      |
| Évora                                       | 36,18 | 27,56 | 15,62 | 6,11          | 5,90 | 2,96 | 23 234   |

#### Bacelo e Senhora da Saúde
| Partido                 | Partido                        | Votos  | %               | +/-   |
| ----------------------- | ------------------------------ | ------ | --------------- | ----- |
|                         | Coligação Democrática Unitária | 2 536  | 34,95 / 100,00  | 10,02 |
|                         | Partido Socialista             | 2 039  | 28,10 / 100,00  | 1,91  |
|                         | Partido Social Democrata       | 1 201  | 16,55 / 100,00  | -     |
|                         | Bloco de Esquerda              | 453    | 6,24 / 100,00   | 0,98  |
|                         | CDS-PPM-MPT                    | 365    | 5,03 / 100,00   | -     |
|                         | Pessoas–Animais–Natureza       | 234    | 3,22 / 100,00   | -     |
| Votos Inválidos         | Votos Inválidos                | 429    | 5,92 / 100,00   | 1,27  |
| Total                   | Total                          | 7 257  | 100,00 / 100,00 |       |
| Eleitorado/Participação | Eleitorado/Participação        | 15 735 | 46,12 / 100,00  | 0,89  |

#### Canaviais
| Partido                 | Partido                        | Votos | %               | +/-  |
| ----------------------- | ------------------------------ | ----- | --------------- | ---- |
|                         | Coligação Democrática Unitária | 518   | 35,55 / 100,00  | 7,64 |
|                         | Partido Socialista             | 476   | 32,67 / 100,00  | 2,30 |
|                         | Partido Social Democrata       | 203   | 13,93 / 100,00  | -    |
|                         | Bloco de Esquerda              | 71    | 4,87 / 100,00   | 0,50 |
|                         | CDS-PPM-MPT                    | 57    | 3,91 / 100,00   | -    |
|                         | Pessoas–Animais–Natureza       | 48    | 3,29 / 100,00   | -    |
| Votos Inválidos         | Votos Inválidos                | 84    | 5,77 / 100,00   | 3,48 |
| Total                   | Total                          | 1 457 | 100,00 / 100,00 |      |
| Eleitorado/Participação | Eleitorado/Participação        | 2 640 | 55,19 / 100,00  | 3,46 |

#### Évora
| Partido                 | Partido                        | Votos | %               | +/-  |
| ----------------------- | ------------------------------ | ----- | --------------- | ---- |
|                         | Coligação Democrática Unitária | 682   | 32,31 / 100,00  | 7,12 |
|                         | Partido Social Democrata       | 422   | 19,99 / 100,00  | -    |
|                         | Partido Socialista             | 398   | 18,85 / 100,00  | 4,26 |
|                         | CDS-PPM-MPT                    | 261   | 12,36 / 100,00  | -    |
|                         | Bloco de Esquerda              | 157   | 7,44 / 100,00   | 0,93 |
|                         | Pessoas–Animais–Natureza       | 71    | 3,36 / 100,00   | -    |
| Votos Inválidos         | Votos Inválidos                | 120   | 5,68 / 100,00   | 1,28 |
| Total                   | Total                          | 2 111 | 100,00 / 100,00 |      |
| Eleitorado/Participação | Eleitorado/Participação        | 4 487 | 47,05 / 100,00  | 0,08 |

#### Malagueira e Horta das Figueiras
| Partido                 | Partido                        | Votos  | %               | +/-   |
| ----------------------- | ------------------------------ | ------ | --------------- | ----- |
|                         | Coligação Democrática Unitária | 3 045  | 35,97 / 100,00  | 11,86 |
|                         | Partido Socialista             | 2 057  | 24,30 / 100,00  | 3,91  |
|                         | Partido Social Democrata       | 1 480  | 17,48 / 100,00  | -     |
|                         | Bloco de Esquerda              | 577    | 6,82 / 100,00   | 1,19  |
|                         | CDS-PPM-MPT                    | 542    | 6,40 / 100,00   | -     |
|                         | Pessoas–Animais–Natureza       | 256    | 3,02 / 100,00   | -     |
| Votos Inválidos         | Votos Inválidos                | 508    | 6,01 / 100,00   | 1,15  |
| Total                   | Total                          | 8 465  | 100,00 / 100,00 |       |
| Eleitorado/Participação | Eleitorado/Participação        | 18 494 | 45,77 / 100,00  | 0,94  |

#### N.S. da Tourega e N.S. de Guadalupe
| Partido                 | Partido                        | Votos | %               | +/-   |
| ----------------------- | ------------------------------ | ----- | --------------- | ----- |
|                         | Coligação Democrática Unitária | 295   | 52,58 / 100,00  | 4,47  |
|                         | Partido Socialista             | 115   | 20,50 / 100,00  | 10,20 |
|                         | CDS-PPM-MPT                    | 45    | 8,02 / 100,00   | -     |
|                         | Partido Social Democrata       | 39    | 6,95 / 100,00   | -     |
|                         | Bloco de Esquerda              | 26    | 4,63 / 100,00   | 1,84  |
|                         | Pessoas–Animais–Natureza       | 10    | 1,78 / 100,00   | -     |
| Votos Inválidos         | Votos Inválidos                | 31    | 3,53 / 100,00   | 0,35  |
| Total                   | Total                          | 561   | 100,00 / 100,00 |       |
| Eleitorado/Participação | Eleitorado/Participação        | 882   | 63,61 / 100,00  | 2,01  |

#### Nossa Senhora da Graça do Divor
| Partido                 | Partido                        | Votos | %               | +/-  |
| ----------------------- | ------------------------------ | ----- | --------------- | ---- |
|                         | Coligação Democrática Unitária | 183   | 64,21 / 100,00  | 1,37 |
|                         | Partido Socialista             | 69    | 24,21 / 100,00  | 1,80 |
|                         | Partido Social Democrata       | 12    | 4,21 / 100,00   | -    |
|                         | Bloco de Esquerda              | 9     | 3,16 / 100,00   | 0,12 |
|                         | CDS-PPM-MPT                    | 3     | 1,05 / 100,00   | -    |
|                         | Pessoas–Animais–Natureza       | 3     | 1,05 / 100,00   | -    |
| Votos Inválidos         | Votos Inválidos                | 6     | 2,10 / 100,00   | 2,65 |
| Total                   | Total                          | 285   | 100,00 / 100,00 |      |
| Eleitorado/Participação | Eleitorado/Participação        | 380   | 75,00 / 100,00  | 0,63 |

#### Nossa Senhora de Machede
| Partido                 | Partido                        | Votos | %               | +/-   |
| ----------------------- | ------------------------------ | ----- | --------------- | ----- |
|                         | Coligação Democrática Unitária | 297   | 52,57 / 100,00  | 6,94  |
|                         | Partido Socialista             | 113   | 20,00 / 100,00  | 18,29 |
|                         | Partido Social Democrata       | 53    | 9,38 / 100,00   | -     |
|                         | CDS-PPM-MPT                    | 35    | 6,19 / 100,00   | -     |
|                         | Bloco de Esquerda              | 19    | 3,36 / 100,00   | 0,21  |
|                         | Pessoas–Animais–Natureza       | 15    | 2,65 / 100,00   | -     |
| Votos Inválidos         | Votos Inválidos                | 33    | 5,84 / 100,00   | 1,82  |
| Total                   | Total                          | 565   | 100,00 / 100,00 |       |
| Eleitorado/Participação | Eleitorado/Participação        | 833   | 67,83 / 100,00  | 4,42  |

#### São Sebastião da Giesteira e N.S. da Boa Fé
| Partido                 | Partido                        | Votos | %               | +/-   |
| ----------------------- | ------------------------------ | ----- | --------------- | ----- |
|                         | Coligação Democrática Unitária | 223   | 40,47 / 100,00  | 0,45  |
|                         | Partido Socialista             | 182   | 33,03 / 100,00  | 14,29 |
|                         | CDS-PPM-MPT                    | 53    | 9,62 / 100,00   | -     |
|                         | Partido Social Democrata       | 28    | 5,08 / 100,00   | -     |
|                         | Pessoas–Animais–Natureza       | 22    | 3,99 / 100,00   | -     |
|                         | Bloco de Esquerda              | 12    | 2,18 / 100,00   | 0,35  |
| Votos Inválidos         | Votos Inválidos                | 31    | 5,63 / 100,00   | 3,10  |
| Total                   | Total                          | 551   | 100,00 / 100,00 |       |
| Eleitorado/Participação | Eleitorado/Participação        | 878   | 62,76 / 100,00  | 6,45  |

#### São Bento do Mato
| Partido                 | Partido                        | Votos | %               | +/-  |
| ----------------------- | ------------------------------ | ----- | --------------- | ---- |
|                         | Partido Socialista             | 232   | 44,36 / 100,00  | 6,02 |
|                         | Coligação Democrática Unitária | 129   | 24,67 / 100,00  | 9,25 |
|                         | Partido Social Democrata       | 109   | 20,84 / 100,00  | -    |
|                         | CDS-PPM-MPT                    | 19    | 3,63 / 100,00   | -    |
|                         | Bloco de Esquerda              | 14    | 2,68 / 100,00   | 0,15 |
|                         | Pessoas–Animais–Natureza       | 8     | 1,53 / 100,00   | -    |
| Votos Inválidos         | Votos Inválidos                | 12    | 2,29 / 100,00   | 2,12 |
| Total                   | Total                          | 523   | 100,00 / 100,00 |      |
| Eleitorado/Participação | Eleitorado/Participação        | 959   | 54,54 / 100,00  | 0,68 |

#### São Manços e São Vicente do Pigeiro
| Partido                 | Partido                        | Votos | %               | +/-  |
| ----------------------- | ------------------------------ | ----- | --------------- | ---- |
|                         | Partido Socialista             | 354   | 50,57 / 100,00  | 1,56 |
|                         | Coligação Democrática Unitária | 232   | 33,14 / 100,00  | 3,16 |
|                         | Partido Social Democrata       | 36    | 5,14 / 100,00   | -    |
|                         | CDS-PPM-MPT                    | 25    | 3,57 / 100,00   | -    |
|                         | Bloco de Esquerda              | 15    | 2,14 / 100,00   | 0,94 |
|                         | Pessoas–Animais–Natureza       | 8     | 1,14 / 100,00   | -    |
| Votos Inválidos         | Votos Inválidos                | 30    | 4,29 / 100,00   | 0,43 |
| Total                   | Total                          | 700   | 100,00 / 100,00 |      |
| Eleitorado/Participação | Eleitorado/Participação        | 1 059 | 66,10 / 100,00  | 1,16 |

#### São Miguel de Machede
| Partido                 | Partido                        | Votos | %               | +/-  |
| ----------------------- | ------------------------------ | ----- | --------------- | ---- |
|                         | Partido Socialista             | 160   | 39,90 / 100,00  | 2,88 |
|                         | Coligação Democrática Unitária | 139   | 34,66 / 100,00  | 4,70 |
|                         | Partido Social Democrata       | 38    | 9,48 / 100,00   | -    |
|                         | Bloco de Esquerda              | 14    | 3,49 / 100,00   | 6,51 |
|                         | CDS-PPM-MPT                    | 13    | 3,24 / 100,00   | -    |
|                         | Pessoas–Animais–Natureza       | 9     | 2,24 / 100,00   | -    |
| Votos Inválidos         | Votos Inválidos                | 28    | 6,99 / 100,00   | 0,18 |
| Total                   | Total                          | 401   | 100,00 / 100,00 |      |
| Eleitorado/Participação | Eleitorado/Participação        | 645   | 62,17 / 100,00  | 6,44 |

#### Torre de Coelheiros
| Partido                 | Partido                        | Votos | %               | +/-   |
| ----------------------- | ------------------------------ | ----- | --------------- | ----- |
|                         | Partido Socialista             | 208   | 58,10 / 100,00  | 15,03 |
|                         | Coligação Democrática Unitária | 128   | 35,75 / 100,00  | 14,12 |
|                         | Partido Social Democrata       | 8     | 2,23 / 100,00   | -     |
|                         | Pessoas–Animais–Natureza       | 4     | 1,12 / 100,00   | -     |
|                         | Bloco de Esquerda              | 3     | 0,84 / 100,00   | 1,68  |
|                         | CDS-PPM-MPT                    | 2     | 0,56 / 100,00   | -     |
| Votos Inválidos         | Votos Inválidos                | 5     | 1,40 / 100,00   | 0,12  |
| Total                   | Total                          | 358   | 100,00 / 100,00 |       |
| Eleitorado/Participação | Eleitorado/Participação        | 518   | 69,11 / 100,00  | 5,49  |

### Juntas de Freguesia

#### Bacelo e Senhora da Saúde
| Partido                 | Partido                        | Votos  | %               | +/-  | Mandatos | +/- |
| ----------------------- | ------------------------------ | ------ | --------------- | ---- | -------- | --- |
|                         | Coligação Democrática Unitária | 2 515  | 34,67 / 100,00  | 8,03 | 5 / 13   | 2   |
|                         | Partido Socialista             | 2 363  | 32,57 / 100,00  | 3,06 | 5 / 13   | 1   |
|                         | Partido Social Democrata       | 1 145  | 15,78 / 100,00  | -    | 2 / 13   | -   |
|                         | Bloco de Esquerda              | 432    | 5,95 / 100,00   | 1,31 | 1 / 13   | 1   |
|                         | CDS-PPM-MPT                    | 368    | 5,07 / 100,00   | -    | 0 / 13   | -   |
| Votos Inválidos         | Votos Inválidos                | 432    | 5,96 / 100,00   | 0,98 |          |     |
| Total                   | Total                          | 7 255  | 100,00 / 100,00 |      | 13 / 13  |     |
| Eleitorado/Participação | Eleitorado/Participação        | 15 735 | 46,11 / 100,00  | 1,01 |          |     |

#### Canaviais
| Partido                 | Partido                        | Votos | %               | +/-   | Mandatos | +/- |
| ----------------------- | ------------------------------ | ----- | --------------- | ----- | -------- | --- |
|                         | Partido Socialista             | 767   | 52,68 / 100,00  | 8,54  | 5 / 9    | 1   |
|                         | Coligação Democrática Unitária | 401   | 27,54 / 100,00  | 10,62 | 3 / 9    | 1   |
|                         | Partido Social Democrata       | 165   | 11,33 / 100,00  | -     | 1 / 9    | -   |
|                         | CDS-PPM-MPT                    | 53    | 3,64 / 100,00   | -     | 0 / 9    | -   |
| Votos Inválidos         | Votos Inválidos                | 70    | 4,80 / 100,00   | 3,43  |          |     |
| Total                   | Total                          | 1 456 | 100,00 / 100,00 |       | 9 / 9    |     |
| Eleitorado/Participação | Eleitorado/Participação        | 2 640 | 55,15 / 100,00  | 3,42  |          |     |

#### Évora
| Partido                 | Partido                        | Votos | %               | +/-  | Mandatos | +/- |
| ----------------------- | ------------------------------ | ----- | --------------- | ---- | -------- | --- |
|                         | Coligação Democrática Unitária | 682   | 32,29 / 100,00  | 4,86 | 4 / 9    | 2   |
|                         | Partido Socialista             | 429   | 20,31 / 100,00  | 4,11 | 2 / 9    | 1   |
|                         | Partido Social Democrata       | 418   | 19,79 / 100,00  | -    | 2 / 9    | -   |
|                         | CDS-PPM-MPT                    | 288   | 13,64 / 100,00  | -    | 1 / 9    | -   |
|                         | Bloco de Esquerda              | 170   | 8,05 / 100,00   | 1,01 | 0 / 9    | 1   |
| Votos Inválidos         | Votos Inválidos                | 125   | 5,92 / 100,00   | 1,33 |          |     |
| Total                   | Total                          | 2 112 | 100,00 / 100,00 |      | 9 / 9    | 4   |
| Eleitorado/Participação | Eleitorado/Participação        | 4 487 | 47,07 / 100,00  | 0,08 |          |     |

#### Malagueira e Horta das Figueiras
| Partido                 | Partido                        | Votos  | %               | +/-   | Mandatos | +/- |
| ----------------------- | ------------------------------ | ------ | --------------- | ----- | -------- | --- |
|                         | Coligação Democrática Unitária | 3 071  | 36,28 / 100,00  | 10,41 | 5 / 13   | 2   |
|                         | Partido Socialista             | 2 128  | 25,14 / 100,00  | 3,10  | 4 / 13   | 1   |
|                         | Partido Social Democrata       | 1 498  | 17,70 / 100,00  | -     | 2 / 13   | -   |
|                         | Bloco de Esquerda              | 606    | 7,16 / 100,00   | 1,92  | 1 / 13   | 1   |
|                         | CDS-PPM-MPT                    | 559    | 6,60 / 100,00   | -     | 1 / 13   | -   |
| Votos Inválidos         | Votos Inválidos                | 602    | 7,11 / 100,00   | 0,17  |          |     |
| Total                   | Total                          | 8 464  | 100,00 / 100,00 |       | 13 / 13  |     |
| Eleitorado/Participação | Eleitorado/Participação        | 18 494 | 45,77 / 100,00  | 0,93  |          |     |

#### N.S. da Tourega e N.S. de Guadalupe
| Partido                 | Partido                        | Votos | %               | +/-   | Mandatos | +/- |
| ----------------------- | ------------------------------ | ----- | --------------- | ----- | -------- | --- |
|                         | Coligação Democrática Unitária | 351   | 62,57 / 100,00  | 0,38  | 6 / 7    | 1   |
|                         | Partido Socialista             | 98    | 17,47 / 100,00  | 12,92 | 1 / 7    | 1   |
|                         | Partido Social Democrata       | 43    | 7,66 / 100,00   | -     | 0 / 7    | -   |
|                         | CDS-PPM-MPT                    | 41    | 7,31 / 100,00   | -     | 0 / 7    | -   |
| Votos Inválidos         | Votos Inválidos                | 28    | 4,99 / 100,00   | 1,89  |          |     |
| Total                   | Total                          | 561   | 100,00 / 100,00 |       | 7 / 7    |     |
| Eleitorado/Participação | Eleitorado/Participação        | 882   | 63,61 / 100,00  | 2,01  |          |     |

#### Nossa Senhora da Graça do Divor
| Partido                 | Partido                        | Votos | %               | +/-  | Mandatos | +/-     |
| ----------------------- | ------------------------------ | ----- | --------------- | ---- | -------- | ------- |
|                         | Coligação Democrática Unitária | 171   | 60,00 / 100,00  | 4,86 | 5 / 7    | Estável |
|                         | Partido Socialista             | 81    | 28,42 / 100,00  | 0,72 | 2 / 7    | Estável |
|                         | Partido Social Democrata       | 8     | 2,81 / 100,00   | -    | 0 / 7    | -       |
|                         | CDS-PPM-MPT                    | 6     | 2,11 / 100,00   | -    | 0 / 7    | -       |
| Votos Inválidos         | Votos Inválidos                | 19    | 6,66 / 100,00   | 2,94 |          |         |
| Total                   | Total                          | 285   | 100,00 / 100,00 |      | 7 / 7    |         |
| Eleitorado/Participação | Eleitorado/Participação        | 380   | 75,00 / 100,00  | 0,63 |          |         |

#### Nossa Senhora de Machede
| Partido                 | Partido                                | Votos | %               | +/-  | Mandatos | +/-  |
| ----------------------- | -------------------------------------- | ----- | --------------- | ---- | -------- | ---- |
|                         | Machede Movimento Popular Independente | 297   | 52,57 / 100,00  | Novo | 5 / 7    | Novo |
|                         | Coligação Democrática Unitária         | 178   | 31,50 / 100,00  | 6,79 | 2 / 7    | 1    |
|                         | CDS-PPM-MPT                            | 35    | 6,19 / 100,00   | -    | 0 / 7    | -    |
|                         | Partido Social Democrata               | 33    | 5,84 / 100,00   | -    | 0 / 7    | -    |
| Votos Inválidos         | Votos Inválidos                        | 22    | 3,89 / 100,00   | 0,48 |          |      |
| Total                   | Total                                  | 565   | 100,00 / 100,00 |      | 7 / 7    |      |
| Eleitorado/Participação | Eleitorado/Participação                | 833   | 67,83 / 100,00  | 4,42 |          |      |

#### São Sebastião da Giesteira e N.S. da Boa Fé
| Partido                 | Partido                        | Votos | %               | +/-   | Mandatos | +/- |
| ----------------------- | ------------------------------ | ----- | --------------- | ----- | -------- | --- |
|                         | Partido Socialista             | 238   | 43,19 / 100,00  | 12,76 | 3 / 7    | 1   |
|                         | Coligação Democrática Unitária | 141   | 25,59 / 100,00  | 11,02 | 2 / 7    | 1   |
|                         | CDS-PPM-MPT                    | 129   | 23,41 / 100,00  | -     | 2 / 7    | -   |
|                         | Partido Social Democrata       | 16    | 2,90 / 100,00   | -     | 0 / 7    | -   |
| Votos Inválidos         | Votos Inválidos                | 27    | 4,90 / 100,00   | 2,82  |          |     |
| Total                   | Total                          | 551   | 100,00 / 100,00 |       | 7 / 7    |     |
| Eleitorado/Participação | Eleitorado/Participação        | 878   | 62,76 / 100,00  | 6,45  |          |     |

#### São Bento do Mato
| Partido                 | Partido                        | Votos | %               | +/-   | Mandatos | +/-     |
| ----------------------- | ------------------------------ | ----- | --------------- | ----- | -------- | ------- |
|                         | Partido Socialista             | 238   | 45,51 / 100,00  | 2,75  | 4 / 7    | Estável |
|                         | Partido Social Democrata       | 129   | 24,67 / 100,00  | -     | 2 / 7    | -       |
|                         | Coligação Democrática Unitária | 103   | 19,69 / 100,00  | 13,00 | 1 / 7    | 2       |
|                         | CDS-PPM-MPT                    | 35    | 6,69 / 100,00   | -     | 0 / 7    | -       |
| Votos Inválidos         | Votos Inválidos                | 18    | 3,45 / 100,00   | 0,97  |          |         |
| Total                   | Total                          | 523   | 100,00 / 100,00 |       | 7 / 7    | 2       |
| Eleitorado/Participação | Eleitorado/Participação        | 959   | 54,54 / 100,00  | 0,68  |          |         |

#### São Manços e São Vicente do Pigeiro
| Partido                 | Partido                        | Votos | %               | +/-  | Mandatos | +/-     |
| ----------------------- | ------------------------------ | ----- | --------------- | ---- | -------- | ------- |
|                         | Partido Socialista             | 420   | 60,00 / 100,00  | 0,82 | 6 / 9    | Estável |
|                         | Coligação Democrática Unitária | 209   | 29,86 / 100,00  | 3,92 | 3 / 9    | Estável |
|                         | CDS-PPM-MPT                    | 31    | 4,43 / 100,00   | -    | 0 / 9    | -       |
|                         | Partido Social Democrata       | 18    | 2,57 / 100,00   | -    | 0 / 9    | -       |
| Votos Inválidos         | Votos Inválidos                | 22    | 3,14 / 100,00   | 0,71 |          |         |
| Total                   | Total                          | 700   | 100,00 / 100,00 |      | 9 / 9    |         |
| Eleitorado/Participação | Eleitorado/Participação        | 1 059 | 66,10 / 100,00  | 1,16 |          |         |

#### São Miguel de Machede
| Partido                 | Partido                        | Votos | %               | +/-  | Mandatos | +/- |
| ----------------------- | ------------------------------ | ----- | --------------- | ---- | -------- | --- |
|                         | Partido Socialista             | 201   | 50,12 / 100,00  | 7,35 | 4 / 7    | 1   |
|                         | Coligação Democrática Unitária | 107   | 26,68 / 100,00  | 5,66 | 2 / 7    | 1   |
|                         | Partido Social Democrata       | 58    | 14,46 / 100,00  | -    | 1 / 7    | -   |
|                         | CDS-PPM-MPT                    | 6     | 1,50 / 100,00   | -    | 0 / 7    | -   |
| Votos Inválidos         | Votos Inválidos                | 29    | 7,23 / 100,00   | 2,34 |          |     |
| Total                   | Total                          | 401   | 100,00 / 100,00 |      | 7 / 7    |     |
| Eleitorado/Participação | Eleitorado/Participação        | 645   | 62,17 / 100,00  | 6,44 |          |     |

#### Torre de Coelheiros
| Partido                 | Partido                        | Votos | %               | +/-   | Mandatos | +/- |
| ----------------------- | ------------------------------ | ----- | --------------- | ----- | -------- | --- |
|                         | Partido Socialista             | 219   | 61,17 / 100,00  | 12,30 | 5 / 7    | 1   |
|                         | Coligação Democrática Unitária | 121   | 33,80 / 100,00  | 13,30 | 2 / 7    | 1   |
|                         | Partido Social Democrata       | 8     | 2,23 / 100,00   | -     | 0 / 7    | -   |
|                         | CDS-PPM-MPT                    | 2     | 0,56 / 100,00   | -     | 0 / 7    | -   |
| Votos Inválidos         | Votos Inválidos                | 8     | 2,24 / 100,00   | 0,03  |          |     |
| Total                   | Total                          | 358   | 100,00 / 100,00 |       | 7 / 7    |     |
| Eleitorado/Participação | Eleitorado/Participação        | 518   | 69,11 / 100,00  | 5,49  |          |     |

| Freguesia                                   | 2013-2017 | 2013-2017                      | 2013-2017      | 2017-2021 | 2017-2021                      | 2017-2021      |
| ------------------------------------------- | --------- | ------------------------------ | -------------- | --------- | ------------------------------ | -------------- |
| Bacelo e Senhora da Saúde                   |           | Coligação Democrática Unitária | 42,70 / 100,00 |           | Coligação Democrática Unitária | 34,67 / 100,00 |
| Canaviais                                   |           | Partido Socialista             | 44,14 / 100,00 |           | Partido Socialista             | 52,68 / 100,00 |
| Évora                                       |           | Coligação Democrática Unitária | 37,15 / 100,00 |           | Coligação Democrática Unitária | 32,29 / 100,00 |
| Malagueira e Horta das Figueiras            |           | Coligação Democrática Unitária | 46,69 / 100,00 |           | Coligação Democrática Unitária | 36,28 / 100,00 |
| N.S. da Tourega e N.S. de Guadalupe         |           | Coligação Democrática Unitária | 62,95 / 100,00 |           | Coligação Democrática Unitária | 62,57 / 100,00 |
| Nossa Senhora da Graça do Divor             |           | Coligação Democrática Unitária | 64,86 / 100,00 |           | Coligação Democrática Unitária | 60,00 / 100,00 |
| Nossa Senhora de Machede                    |           | Partido Socialista             | 48,60 / 100,00 |           | Grupo de Cidadãos              | 52,57 / 100,00 |
| São Sebastião da Giesteira e N.S. da Boa Fé |           | Partido Socialista             | 55,95 / 100,00 |           | Partido Socialista             | 43,19 / 100,00 |
| São Bento do Mato                           |           | Partido Socialista             | 42,76 / 100,00 |           | Partido Socialista             | 45,51 / 100,00 |
| São Manços e São Vicente do Pigeiro         |           | Partido Socialista             | 59,18 / 100,00 |           | Partido Socialista             | 60,00 / 100,00 |
| São Miguel de Machede                       |           | Partido Socialista             | 42,77 / 100,00 |           | Partido Socialista             | 50,12 / 100,00 |
| Torre de Coelheiros                         |           | Partido Socialista             | 48,87 / 100,00 |           | Partido Socialista             | 61,17 / 100,00 |